# Kevin Ullyett
Kevin Robert Ullyett (n. 23 de mayo de 1972) es un tenista profesional oriundo de Harare, Zimbabue. A los 7 años se mudó a Sudáfrica para luego volver a su país natal a los 18 años. En la actualidad reside en el Reino Unido.
Es un especialista en la modalidad de dobles en la que ha obtenido 2 títulos de Grand Slam.

## Torneos de Grand Slam

### Campeón Dobles (2)
| Año  | Torneo          | Pareja      | Oponentes en la final       | Resultado      |
| 2001 | US Open         | Wayne Black | Donald Johnson Jared Palmer | 7-6(9) 2-6 6-3 |
| 2005 | Australian Open | Wayne Black | Bob Bryan Mike Bryan        | 6-4 6-4        |

### Finalista Dobles (1)
| Año  | Torneo    | Pareja         | Oponentes en la final        | Resultado              |
| 2008 | Wimbledon | Jonas Björkman | Daniel Nestor Nenad Zimonjić | 6-7(12) 7-6(3) 3-6 3-6 |

### Campeón Dobles Mixto (1)
| Año  | Torneo          | Pareja             | Oponentes en la final     | Resultado |
| 2002 | Australian Open | Daniela Hantuchová | Paola Suárez Gastón Etlis | 6-3 6-2   |

## Títulos (34; 0+34)

### Finalista en individuales (1)
- 1999: Nottingham (pierde ante Cédric Pioline)

### Dobles (34)
| Leyenda                |
| Grand Slam (2)         |
| Tennis Masters Cup (0) |
| ATP Masters Series (5) |
| ATP Tour (27)          |

| N.º | Fecha                    | Torneo          | Superficie    | Pareja         | Oponentes en la final               | Resultado         |
| --- | ------------------------ | --------------- | ------------- | -------------- | ----------------------------------- | ----------------- |
| 1.  | 27 de enero de 1997      | Shanghái        | Moqueta       | Max Mirnyi     | Tomas Nydahl Stefano Pescosolido    | 7-6 6-7 7-5       |
| 2.  | 20 de abril de 1998      | Orlando         | Tierra batida | Grant Stafford | Michael Tebutt Mikael Tillström     | 4-6 6-4 7-5       |
| 3.  | 4 de mayo de 1998        | Coral Springs   | Tierra batida | Grant Stafford | Mark Merklein Vince Spadea          | 7-5 6-4           |
| 4.  | 20 de julio de 1998      | Washington      | Dura          | Grant Stafford | Wayne Ferreira Patrick Galbraith    | 6-2 6-4           |
| 5.  | 14 de septiembre de 1998 | Bournemouth     | Tierra batida | Neil Broad     | Wayne Arthurs Alberto Berasategui   | 7-6 6-3           |
| 6.  | 18 de octubre de 1999    | Lyon            | Moqueta       | Piet Norval    | Wayne Ferreira Sandon Stolle        | 4-6 7-6(5) 7-6(4) |
| 7.  | 8 de noviembre de 1999   | Estocolmo       | Dura          | Piet Norval    | Jan-Michael Gambill Scott Humphries | 7-5 6-3           |
| 8.  | 21 de agosto de 2000     | Long Island     | Dura          | Jonathan Stark | Jan-Michael Gambill Scott Humphries | 6-4 6-4           |
| 9.  | 2 de octubre de 2000     | Hong Kong       | Dura          | Wayne Black    | Dominik Hrbatý David Prinosil       | 6-1 6-2           |
| 10. | 6 de noviembre de 2000   | San Petersburgo | Dura          | Daniel Nestor  | Thomas Shimada Myles Wakefield      | 7-6(5) 7-5        |
| 11. | 12 de febrero de 2001    | Copenhague      | Dura          | Wayne Black    | Jiří Novák David Rikl               | 6-3 6-3           |
| 12. | 20 de agosto de 2001     | Long Island     | Dura          | Jonathan Stark | Leoš Friedl Radek Štěpánek          | 6-1 6-4           |
| 13. | 27 de agosto de 2001     | US Open         | Dura          | Wayne Black    | Donald Johnson Jared Palmer         | 7-6(11) 2-6 6-3   |
| 14. | 31 de diciembre de 2001  | Adelaida        | Dura          | Wayne Black    | Bob Bryan Mike Bryan                | 7-5 6-2           |
| 15. | 25 de febrero de 2002    | San José        | Dura          | Wayne Black    | John-Laffnie de Jager Robbie Koenig | 6-3 4-6 10-5      |
| 16. | 10 de junio de 2002      | Queen's Club    | Césped        | Wayne Black    | Mahesh Bhupathi Max Mirnyi          | 7-5 6-3           |
| 17. | 12 de agosto de 2002     | Washington      | Dura          | Wayne Black    | Bob Bryan Mike Bryan                | 3-6 6-3 7-5       |
| 18. | 7 de octubre de 2002     | Lyon            | Moqueta       | Wayne Black    | Mark Knowles Daniel Nestor          | 6-4 3-6 7-6(3)    |
| 19. | 21 de octubre de 2002    | Estocolmo       | Dura          | Wayne Black    | Wayne Arthurs Paul Hanley           | 6-4 2-6 7-6(4)    |
| 20. | 28 de abril de 2003      | Múnich          | Tierra batida | Wayne Black    | Joshua Eagle Jared Palmer           | 6-3 7-5           |
| 21. | 22 de marzo de 2004      | Miami TMS       | Dura          | Wayne Black    | Jonas Björkman Todd Woodbridge      | 6-2 7-6(12)       |
| 22. | 10 de mayo de 2004       | Hamburgo TMS    | Tierra batida | Wayne Black    | Bob Bryan Mike Bryan                | 6-4 6-2           |
| 23. | 17 de enero de 2005      | Australian Open | Dura          | Wayne Black    | Bob Bryan Mike Bryan                | 6-4 6-4           |
| 24. | 8 de agosto de 2005      | Montreal TMS    | Dura          | Wayne Black    | Jonathan Erlich Andy Ram            | 6-7(5) 6-3 6-0    |
| 25. | 20 de febrero de 2006    | Róterdam        | Dura          | Paul Hanley    | Jonathan Erlich Andy Ram            | 7-6(4) 7-6(2)     |
| 26. | 27 de febrero de 2006    | Dubái           | Dura          | Paul Hanley    | Mark Knowles Daniel Nestor          | 1-6 6-2 10-1      |
| 27. | 15 de mayo de 2006       | Hamburgo TMS    | Tierra batida | Paul Hanley    | Mark Knowles Daniel Nestor          | 6-2 7-6(10)       |
| 28. | 12 de junio de 2006      | Queen's Club    | Césped        | Paul Hanley    | Jonas Björkman Max Mirnyi           | 6-4 3-6 10-8      |
| 29. | 9 de octubre de 2006     | Estocolmo       | Dura          | Paul Hanley    | Olivier Rochus Kristof Vliegen      | 7-6(2) 6-4        |
| 30. | 8 de enero de 2007       | Sídney          | Dura          | Paul Hanley    | Mark Knowles Daniel Nestor          | 6-4 6-7(3) 10-6   |
| 31. | 21 de junio de 2008      | Nottingham      | Césped        | Bruno Soares   | Jeff Coetzee Jamie Murray           | 6-2 7-6(5)        |
| 32. | 6 de octubre de 2008     | Estocolmo       | Dura (i)      | Jonas Björkman | Johan Brunstrom Michael Ryderstedt  | 6-1 6-3           |
| 33. | 2 de noviembre de 2008   | París TMS       | Dura (i)      | Jonas Björkman | Jeff Coetzee Wesley Moodie          | 6-2 6-2           |
| 34. | 19 de octubre de 2009    | Estocolmo       | Dura (i)      | Bruno Soares   | Simon Aspelin Paul Hanley           | 6-4 7-6(4)        |

### Finalista en dobles (torneos destacados)
- 2002: Masters de Roma (con Wayne Black)
- 2003: Masters de Madrid (con Wayne Black)
- 2004: Masters de Indian Wells (con Wayne Black)
- 2004: Masters de París (con Wayne Black)
- 2004: Tennis Masters Cup Houston (con Wayne Black)
- 2005: Masters de Miami (con Wayne Black)
- 2005: Masters de Cincinnati (con Wayne Black)
- 2006: Masters de Toronto (con Paul Hanley)
- 2007: Masters de Hamburgo (con Paul Hanley)
- 2007: Masters de Montreal (con Paul Hanley)
- 2008: Wimbledon (con Jonas Björkman)